# Kalex
La Kalex Engineering GmbH è un costruttore tedesco di parti per motociclette fondato nel 2008 nella città di Bobingen da Klaus Hirsekorn e Alex Baumgärtel, dalle cui iniziali, "Klaus Alex", deriva la nomenclatura dell'azienda.
A parte il quadriennio 2012-2015 e qualche altra sporadica apparizione come wild card nella Moto3, la casa tedesca ha concentrato i suoi sforzi sulla classe media del motomondiale.
Pur non mettendo mai in pista un proprio Team ufficiale, può vantare numerosi successi e titoli mondiali dalla nascita della categoria fino alla recente nuova fornitura di motori.

## Motomondiale

### Moto2
Al termine della stagione 2009, nell'ottica della riduzione delle emissioni inquinanti e per creare una classe propedeutica alla MotoGP, l'organizzatore sceglie di optare per un cambio radicale. La nuova classe di mezzo prevede infatti, oltre al regime di monogomma, l'utilizzo di un motore unico per tutte le case costruttriciː il quattro cilindri in linea a quattro tempi derivato da quello di serie della Honda CBR600RR.

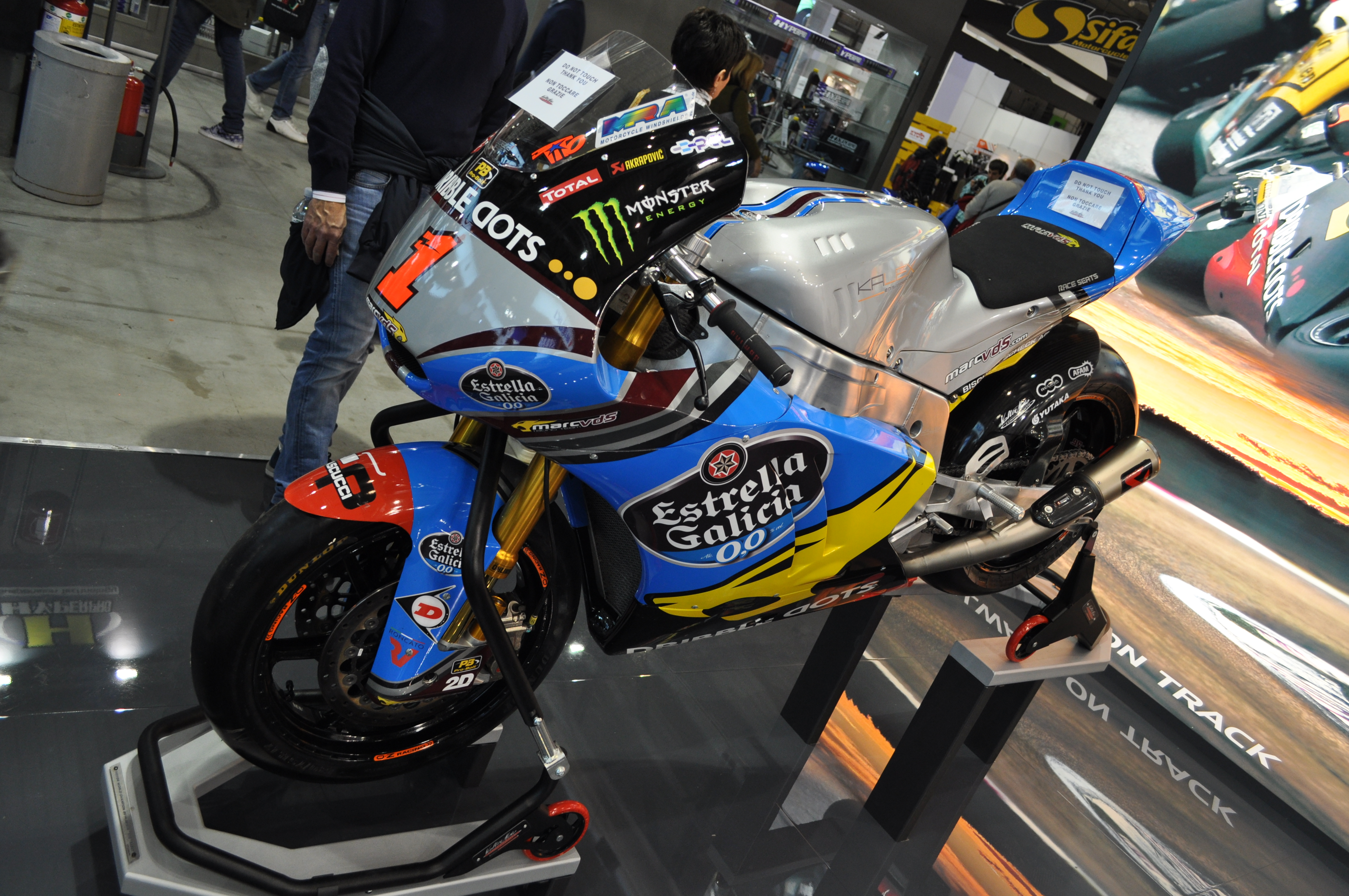
La Kalex Moto2 guidata da Rabat in Moto2 nel 2015.

Kalex, costruttrice di telai, partecipa al Gran Premio di Germania con il pilota locale Sascha Hommel che chiude l'evento al ventitreesimo posto. La stagione successiva ottiene il titolo piloti con Stefan Bradl (il titolo costruttori fu appannaggio della Suter).
Il successo è ripetuto nel 2013 con il titolo piloti per Pol Espargaró accompagnato dal primo titolo costruttori, nel 2014 con alla guida Esteve Rabat, nel 2015, nel 2016 con alla guida Johann Zarco, nel 2017 con l’italiano Franco Morbidelli e nel 2018 con l'italiano Francesco Bagnaia. In tutti questi anni ha ottenuto anche il titolo costruttori e nel motomondiale 2016 tutte le vittorie nei singoli gran premi sono andate a piloti equipaggiati dalla Kalex Moto2.
Dopo nove stagioni consecutive, nel 2019 cambia la fornitura del motori nella classe Moto2. Il nuovo motore è un tre cilindri in linea di 765 centimetri cubici di marca Triumph basato sul motore della Street Triple RS 765. La Kalex Moto2 in versione 2019 si dimostra molto competitiva fin da subito, vince infatti i primi dieci Gran Premi della stagione. Conquista nuovamente il titolo piloti (con Álex Márquez) e quello riservato ai costruttori, ottenendo quattordici successi su diciannove gare in calendario, battuta soltanto dalla KTM di Brad Binder. Nel 2020 Kalex conquista nuovamente tutte le gare in calendario e il doppio titoloː costruttori e piloti con Enea Bastianini. Nel 2021 Kalex vince tutte le gare in calendario per la seconda stagione consecutiva; il titolo piloti (il decimo) è a opera di Remy Gardner. Nel 2022 tutte le motociclette della Moto2 (tranne due Boscoscuro e due MV Agusta) sono Kalex. Tra i piloti si impone Augusto Fernández, nel campionato costruttori la casa tedesca vince diciotto gare su venti conquistando il decimo titolo consecutivo. Nel 2023 Kalex continua la striscia vincente di titolo piloti e costruttori, per il terzo anno consecutivo ad aggiudicarsi mondiale è un pilota del team Ajo Motorsportː Pedro Acosta. Striscia che si interrompe nel 2024, anno in cui il titolo piloti va al giapponese Ai Ogura, il sella ad una Boscoscuro. In questo frangente Kalex si conferma altresì come campione costruttori vincendo più della metà delle gare disputatesi.

### Moto3
Dalla stagione 2012 alla stagione 2015 Kalex ha partecipato anche alla classe Moto3 utilizzando il proprio telaio con motore KTM. In questa categoria ottiene tre vittorie: Indianapolis, Repubblica Ceca e Aragona, tutte nell'anno d'esordio. Miglior risultato finale è il secondo posto in classifica costruttori ottenuto nella stagione 2013. Nel 2019 il team Double Six Motor Sport riporta in pista due Kalex-KTM in occasione del Gran Premio d'Australia, con i piloti locali Yanni Shaw e Rogan Chandler in qualità di wild card, senza ottenere punti.

## Campionato Europeo FIM Moto2
A partire dalla stagione 2015 la classe Moto2 del campeonato de España de Velocidad viene elevata al rango di campionato europeo. Kalex è presente in questo campionato con il proprio prototipo che fornisce alla maggioranza delle squadre partecipanti. A seguire una tabella riassuntiva dei piloti campioni europei con la moto bavareseː
| Anno | Vincitore       | Squadra                            | Punti |
| ---- | --------------- | ---------------------------------- | ----- |
| 2015 | Edgar Pons      | Paginas Amarillas HP40 Junior Team | 237   |
| 2016 | Steven Odendaal | Team AGR                           | 206   |
| 2017 | Eric Granado    | Promoracing Team                   | 226   |
| 2018 | Jesko Raffin    | Swiss Innovative Investors Junior  | 203   |
| 2019 | Edgar Pons      | Baiko Racing Team                  | 221   |
| 2022 | Lukas Tulovic   | Liqui Moly Intact GP Junior Team   | 255   |
| 2023 | Senna Agius     | Liqui Moly Intact GP Junior Team   | 216   |
| 2024 | Roberto García  | Fantic - Cardoso Racing            | 170   |